# Héctor Enrique
Héctor Adolfo Enrique (Lanús, 26 aprile 1962) è un allenatore di calcio ed ex calciatore argentino, di ruolo centrocampista, Campione del Mondo con la Nazionale argentina nel 1986.

## Biografia
Era soprannominato El Negro.
Anche suo fratello Carlos Enrique è stato un calciatore.

## Carriera

### Giocatore

#### Club
Giocò per il River Plate, vincendovi titoli importanti come la Primera División argentina, la Coppa Libertadores e la Coppa Intercontinentale.
Giocò anche per Club Atlético Lanús, Deportivo Español in Argentina e per Tosu Futures e FPI Hamamatsu in Giappone.
Passò il pallone a Diego Armando Maradona in occasione di quello che fu definito il Gol del secolo, che El pibe de oro realizzò durante i quarti di finale del mondiale 1986 giocato in Messico.

#### Nazionale
Enrique giocò cinque partite al campionato del mondo 1986, giocando anche nella Copa América 1989.

### Allenatore
Il 27 ottobre 2009 Diego Armando Maradona lo nomina suo vice-allenatore per la nazionale argentina.

Debutta a Barcellona il 22 dicembre 2009 nell'amichevole Catalogna-Argentina persa 4-2.

Perde il posto da vice in seguito all'esonero di Maradona.
Dal 14 maggio 2011 è di nuovo con Maradona all'Al-Wasl.
Lascia il club il 14 luglio 2012 con l'esonero di Maradona.

## Palmarès

### Club

#### Competizioni nazionali
- Campionato argentino: 1

River Plate: 1985-1986

#### Competizioni internazionali
- Coppa Libertadores: 1

River Plate: 1986
- Coppa Intercontinentale: 1

River Plate: 1986
- Coppa Interamericana: 1

River Plate: 1986

### Nazionale
- Campionato mondiale: 1

Messico 1986

### Individuale
- Equipo Ideal de América: 1

1986